# آي باد أو إس 15
آي باد أو إس 15 (بالإنجليزية: IPadOS 15)‏ هو الإصدار الرئيسي الثالث لنظام التشغيل آي باد أو إس الذي طورته شركة أبل لأجهزة آي باد اللوحية، الذي أعلن عنه في مؤتمر آبل العالمي للمطورين التابع للشركة (WWDC) في 7 يونيو 2021 مع آي أو إس 15 وماك أو إس مونتيري وووتش أو إس وتي في أو إس. والذي أصدر للجمهور في 20 سبتمبر 2021، ثم خلفه الإصدار الرابع آي باد أو إس 16، الذي اصدر في 24 أكتوبر 2022.

## أنظر أيضاً
- ماك أو إس مونتيري
- آي أو إس 15